# Meiko Wäschenbach
Meiko Wäschenbach (* 13. Januar 2004 in Kirchen (Sieg)) ist ein deutscher Fußballspieler. Der zentrale Mittelfeldspieler spielt derzeit beim Karlsruher SC und steht vorrangig im Kader der zweiten Mannschaft.

## Karriere

### Verein
Wäschenbach begann seine fußballerische Laufbahn bereits im Alter von drei Jahren in seiner Heimat beim TuS Katzwinkel im Landkreis Altenkirchen im Westerwald. 2013 wechselte er zum FC Hennef 05, bevor er sich 2019 der Jugend des 1. FC Köln anschloss. Dort entwickelte er sich zum Führungsspieler und avancierte zum Kapitän der dortigen U-19-Mannschaft. Im September 2022 unterzeichnete er in Köln seinen ersten Profivertrag, wurde aber weiterhin in der Jugendmannschaft eingesetzt. Mit dieser gewann er 2023 durch einen 4:3-Sieg gegen den FC Schalke 04 den U-19-DFB-Pokal. In den Kölner Profikader schaffte er es in der Folge nur zweimal, wurde aber nicht eingesetzt. Wegen mangelnder Perspektiven verließ Wäschenbach Köln im Januar 2025 und schloss sich dem Ligakonkurrenten Karlsruher SC an. Hier gab er am 4. April 2025 beim 1:0-Sieg gegen Hannover 96 sein Profidebüt, als er von Trainer Christian Eichner kurz vor Spielende für Leon Jensen eingewechselt wurde.

### Nationalmannschaft
Beim 3:1-Sieg gegen Österreich gab Wäschenbach sein Debüt für die deutsche U18-Nationalmannschaft. Er kam zu vier weiteren Einsätzen, bei denen er zwei Torvorlagen beisteuern konnte.

## Titel
- Meister der Verbandsliga Baden und Aufstieg in die Oberliga Baden-Württemberg: 2025 (Karlsruher SC II)
- Deutscher A-Junioren-Pokalsieger: 2023 (1. FC Köln)